# Shinnosuke Nakatani
Shinnosuke Nakatani (jap. 中谷 進之介, Nakatani Shinnosuke; * 24. März 1996 in Sakura, Präfektur Chiba) ist ein japanischer Fußballspieler. 

## Karriere
Shinnosuke Nakatani erlernte das Fußballspielen in der Jugendmannschaft von Kashiwa Reysol. Hier unterschrieb er 2014 auch seinen ersten Profivertrag. Der Verein aus Kashiwa, einer Großstadt in der Präfektur Chiba auf Honshū, der Hauptinsel Japans, spielte in der höchsten Liga des Landes, der J1 League. Von 2014 bis 2015 spielte er 13-mal in der J.League U-22 Selection. Diese Mannschaft, die in der dritten Liga, der J3 League, spielte, setzte sich aus den besten Nachwuchsspielern der höherklassigen Vereine zusammen. Das Team wurde mit Blick auf die Olympischen Sommerspiele 2016 in Rio de Janeiro gegründet. Die Auswahl der Spieler erfolgte auf wöchentlicher Basis aus einem Pool, für den jeder Verein förderungswürdige Talente benennen konnte; die Zusammensetzung der Mannschaft variierte daher sehr stark von Spiel zu Spiel. Nach 76 Erstligaspielen verließ er Kashiwa und schloss sich im Juli 2018 Nagoya Grampus. Der Verein aus der Hafenstadt Nagoya spielte ebenfalls in der ersten Liga. Am 30. Oktober 2021 stand er mit Nagoya im Finale des J.League Cup. Das Finale gegen Cerezo Osaka gewann man mit 2:0. Nach insgesamt 184 Ligaspielen wechselte er im Januar 2024 zum ebenfalls in der ersten Liga spielenden Gamba Osaka. Am 24. November 2024 stand er mit Gamba im Endspiel des Kaiserpokals. Hier verlor man 1:0 gegen Vissel Kōbe.

## Erfolge
Nagoya Grampus
- Japanischer Ligapokalsieger: 2021

Gamba Osaka
- Japanischer Pokalfinalist: 2024